# Abbaye Saint-Amand
Pour les articles homonymes, voir Saint-Amand.
L’abbaye Saint-Amand est une ancienne abbaye de femmes bénédictine, située à Rouen.

## Historique
Selon la tradition, l’abbaye est établie sur un ancien temple dédié à Vénus. La fondation semble remonter à l’époque de Clovis II.
Ruinée par les Normands, Gosselin d'Arques, vicomte de Rouen et d'Arques, et sa femme Emmeline, sur une concession du duc Robert le Magnifique, rétablirent en 1030 le monastère de Saint-Amand. Elle se trouve dotée par des personnes influentes, dont Guillaume le Conquérant et sa femme Mathilde. Cette abbaye a été construite simultanément avec l’établissement de la Sainte-Trinité sur la colline du mont de Rouen. L'église abbatiale est consacrée à Notre-Dame et saint Amand en 1068 par Jean d'Ivry, évêque d'Avranches, futur archevêque de Rouen.
Lors de l'érection de la paroisse Saint-Amand en 1100, l'église abbatiale a dû être partagée entre l'abbaye (chœur) et la paroisse (nef).
Cette abbaye avait la réputation de pouvoir faire guérir des possédés.
L'abbesse de Saint-Amand avait le privilège de pouvoir passer l'anneau pastoral au doigt du nouvel archevêque de Rouen. Elle disait alors : « Je vous le baille vivant, vous me le rendrez mort. » De plus, c’est dans l'abbaye que le corps de l'archevêque était translaté avant son inhumation dans la cathédrale.
Vers 1520, l'abbesse Guillemette d'Assy fait élever à côté du manoir de Boos, propriété de l'abbaye, un colombier. Vers 1540 est construite une tourelle polygonale. En 1562, les calvinistes envahirent et pillèrent l’abbaye. En 1569, le clocher de l’abbaye s’écroule sur l’église. Anne de Souvré pendant son abbatiat fit relever l’abbaye. Vers 1620, un clocher et sa flèche remplacent le clocher tombé en 1569. Les anciens bâtiments au sud du chœur (sacristie, salle capitulaire, cuisine, réfectoire, dortoir) sont réparés en 1640. Ils sont remplacés en 1700 par un bâtiment construit par Nicolas Bourgeois. La sacristie est élevée par Charles Thibaut vers 1760.
Supprimée en 1790, les bâtiments servent de magasin central de 1792 à 1797. Vendus en l'an V de la République, peu de traces ont survécu au percement de la rue de la République, qui vit la destruction de logis des abbesses en 1863.

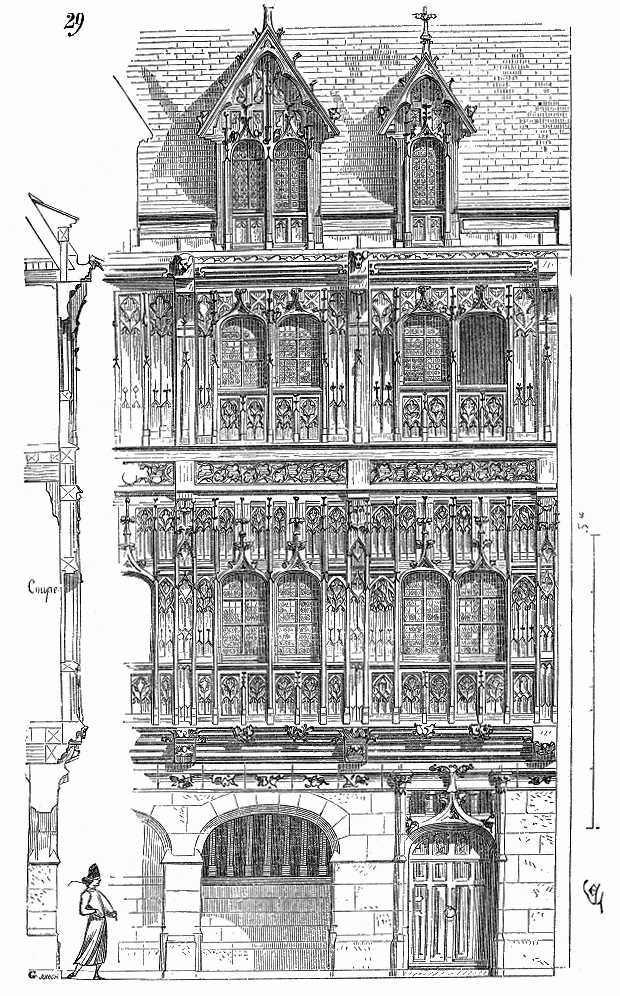
La figure 29, qui reproduit une portion d'habitation de l'abbaye Saint-Amand, à Rouen, issu du Dictionnaire raisonné de l'architecture française du d'Eugène Viollet-le-Duc.

Une cheminée et des boiseries sont conservées au musée de la Céramique de Rouen.

## Protection
Au titre des monuments historiques :
- la tourelle, actuellement démontée, du logis de l'abbesse et décoration de la chambre de l'abbesse, incorporés dans l'immeuble 75, 77 rue du Bouquet (anciennement 49) est inscrite par arrêté du 14 mars 1929 ;
- la partie subsistante de la façade en bois, façade actuellement démontée et mise en dépôt dans la salle d'Albane de la cathédrale est classée par arrêté du 25 mai 1976

## Liste des abbesses

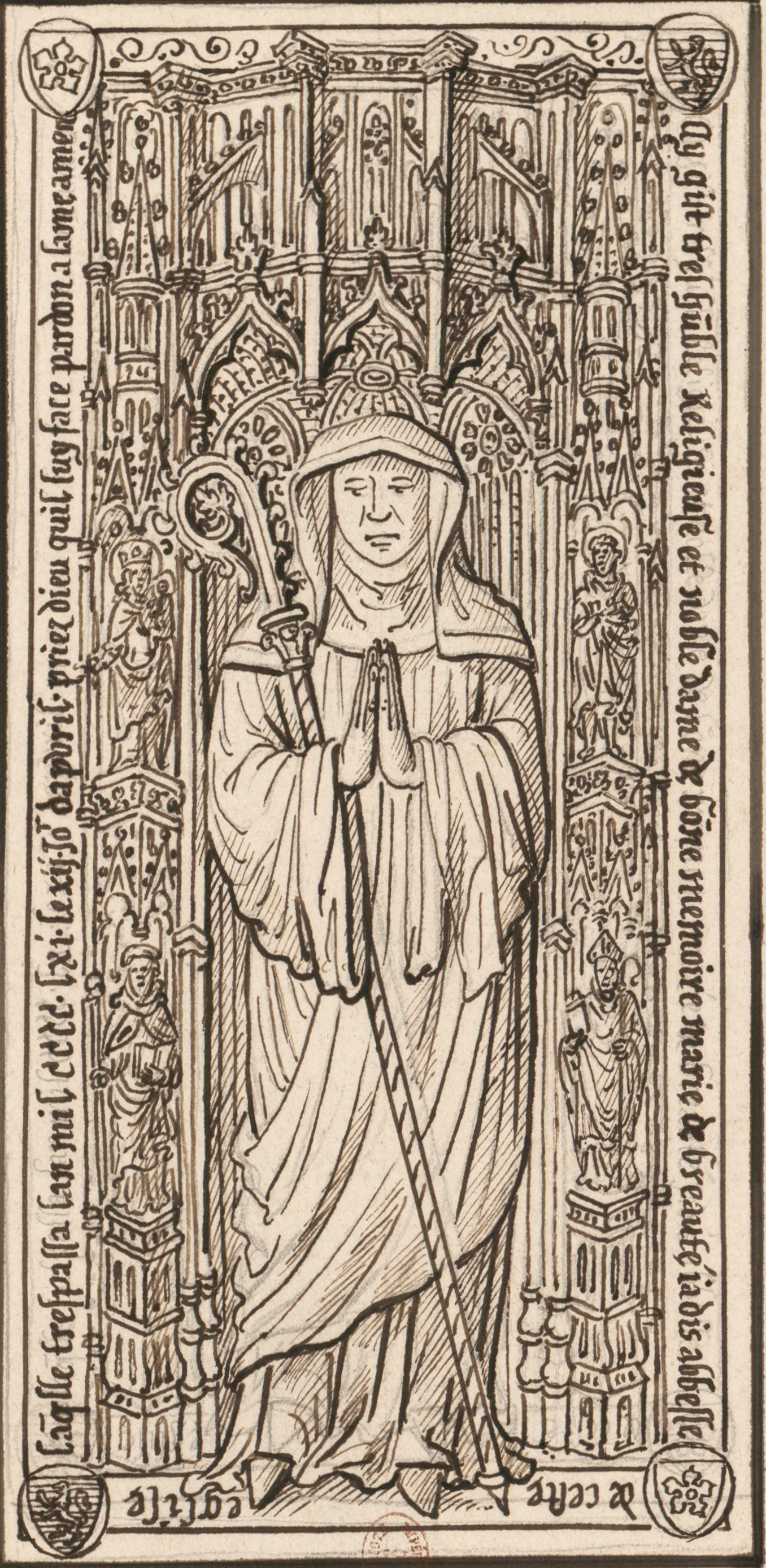
Marie de Bréauté, abbesse de 1432 à 1461.

- Emma d'Ivry -1069, 1re abbesse de Saint-Amand[note 3]
- N. de Saint-Amand -avant 1087
- Maceline
- Emme II
- Marsile
- Agnès
- Elicie
- Haïde -avant 1196, prieure de Bourg de Saane
- Mathilde Ire d'Avranches 1196-
- Mathilde II de la Haye, 10e abbesse
- Mathilde III d'Ibleron 1222-, prieure avant de devenir abbesse
- Béatrix Ire d'Eu 1240-
- Jeanne Ire d'Iville 1262-
- Mathilde IV -1268, cousine de Saint Louis.
- Emmeline d'Eu 1268-1286, nièce de Béatrix Ire
- Béatrix II d'Eu -1317, sœur de la précédente.
- Marie Ire de Pîtres 1317-1330, nièce des précédentes abbesses
- Alix de Trie[note 4]
- Jeanne II d'Iville 1337-1341
- Béatrix III Adam -1359, 20e abbesse
- Aliénor de Varennes -1362
- Pétronille Boudart 1362-
- Marguerite de Saane 1385-1401[note 5]
- Mathilde V de Reuville ou Maheut[note 6]
- Luce d'Aubeuf 1425-1432[note 7]
- Marie II de Bréauté1432-1461[note 8]
- Guillemette Ire du Croq -1475[note 9]
- Thomasse Daniel[note 10]
- Yolette ou Yvette Sochon[note 11]. Elle se résigna en faveur d'Isabeau Ire Daniel
- Isabeau Ire Daniel 1492-1517, 30e abbesse, elle est la seule à avoir obtenu l'abbaye par résignation.
- Guillemette II d'Assy 1517-1531[note 12]. Élue et confirmée par une bulle du pape, elle est reconnue comme seule abbesse de Saint-Amand en 1518.
- 1517-1518[note 13] : Marguerite de Gourlay
- 1531-1543 : Marie III d'Annebault, sœur de Claude d'Annebault, nièce de Jean Le Veneur. Prieure de l'Hôpital de Vernon avant de devenir abbesse. Elle devint abbesse de Maubuisson[note 14].
- 1544-1544 : Isabeau II de Vieux-Pont[note 15], sœur de l'abbaye de Maubuisson.
- 1544-1594, Guillemette III de Saint-Germain[note 16], nièce de Marie III d'Annebaut.
- 1594-1630 : Anne Ire d'Arcona[note 17], nièce et élève de la précédente. Prieure de Bourg-de-Saâne avant de devenir abbesse.
- 1630-1651 : Anne II de Souvré[note 18], fille de Gilles de Souvré, Maréchal de France. Abbesse de Préaux en 1617.
- 1651-1672, Léonor de Souvré, coadjutrice de sa tante.
- 1672-169 : Madeleine de Souvré, sœur de la précédente.
- 1691-1721 : Marie-Élisabeth Barentin (1660-1721), religieuse du Val-de-Grâce, nièce de la belle-sœur des précédentes[3].
- 1721-1745 : Claude-Thérèse de Durfort-Lorges, décédée le 21 octobre 1745 à 57 ans.
- 3 mars 1746-1772: Marguerite Claude de Lévis, religieuse professe de l'abbaye Saint-Pierre de Lyon, décédée le 17 octobre 1771 à 77 ans.
- 1772–1786 : Marthe de la Baume de Suze, religieuse professe de l'abbaye de Notre-Dame et Saint-Honorat de Tarascon, décédée le 23 novembre 1785 à 70 ans.
- 4 juin 1786–1792 : Jeanne Baptiste Nicole Marie de la Guiche, areligieuse professe de l'abbaye de Bonneval-lès-Thouars, ancienne abbesse de Beaumont-lès-Tours (1772-1786).